# ميلفين بي. ناثانسون
ميلفين بي. ناثانسون (بالإنجليزية: Melvyn Nathanson)‏ هو رياضياتي أمريكي، ولد في 10 أكتوبر 1944 في فيلادلفيا في الولايات المتحدة.